# Fettjesundet
Fettjesundet är ett sund i södra delen av sjön Bolmen i Småland.

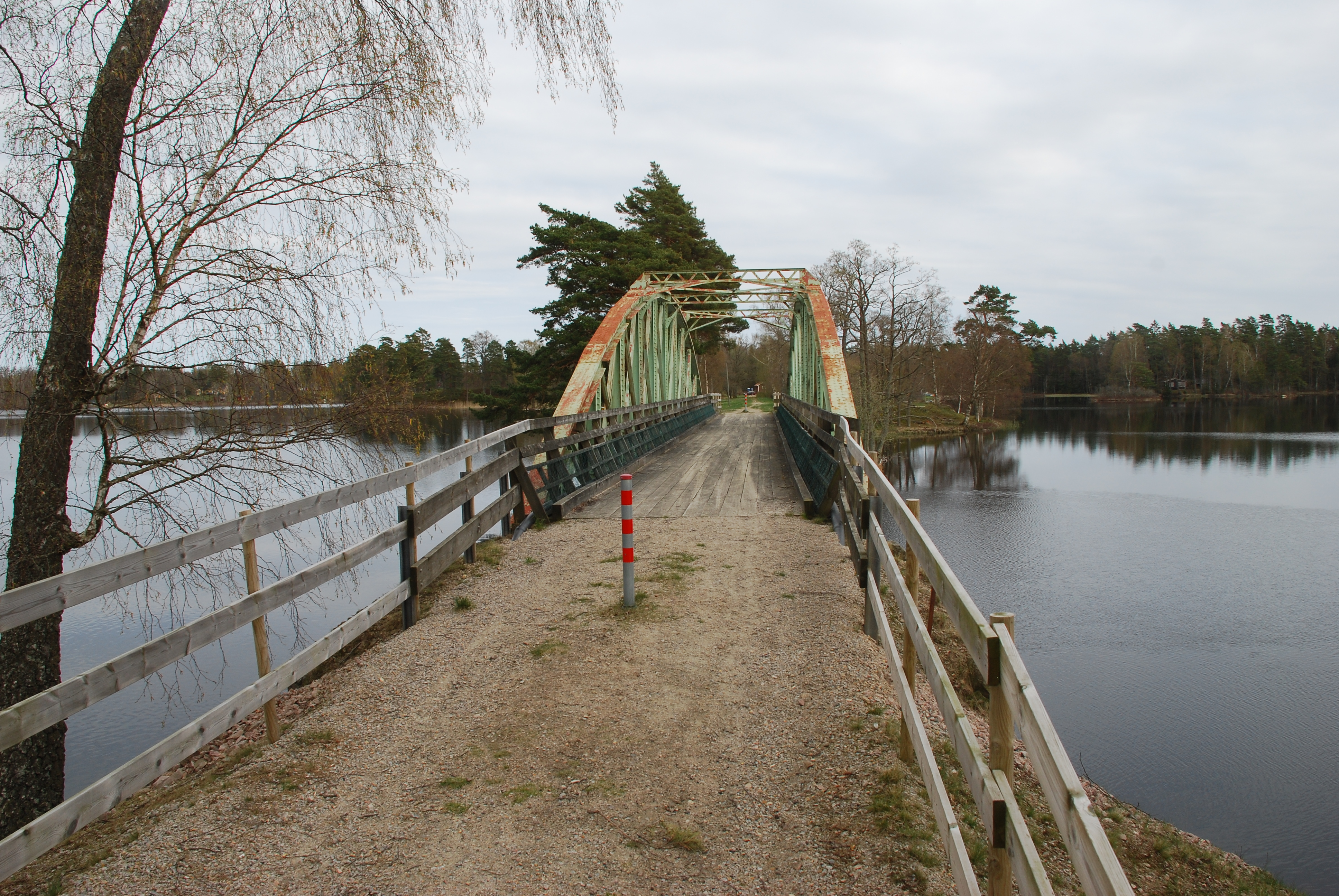
Bron över Fettjesundet vid Piksborg.

Söder om sundet övergår sjön Bolmen i Kafjorden som i sin tur mynnar ut i Bolmån via Skeens kraftstation. Bolmån flyter sedan vidare genom sjöarna Kösen och Exen innan den mynnar ut i Lagan.
När Halmstad-Bolmen Järnväg (1889-1966) byggdes drog man den över Fettjesundet där bron finns kvar än idag och är en del av Banvallsleden. Bron ligger bara 100 meter väster om Piksborg.
Bolmentunneln invigdes 1987 och är en 82 kilometer lång färskvattentunnel som börjar i Skeen vid sjön Bolmen och förser flera skånska kommuner med vatten.